# Stadio Comunale di Abano Terme
Stadio Comunale di Abano Terme lub Stadio di Monteortone – wielofunkcyjny stadion w Abano Terme, we Włoszech. Obiekt może pomieścić 1500 widzów. Swoje spotkania rozgrywają na nim piłkarze klubu Abano Calcio. Stadion gościł także mecze reprezentacji młodzieżowych oraz finały Pucharu Regionów UEFA w latach 1999 i 2013.